# الاتحاد النسائي السوداني
الاتحاد النسائي السوداني هو منظمة حقوقية للمرأة السودانية وهي واحدة من أكبر منظمات حقوق المرأة بعد الاستقلال في أفريقيا.

## النشأة والتأسيس
تأسس في يوم 31 يناير 1952م، في فترة النضال من أجل الاستقلال عن بريطانيا، وطرحت فكرة تأسيسه الأستاذة عزيزة مكي عثمان وتمت الاجتماعات الأولى لتأسيسه في منزلها بحي بيت المال بأمدرمان وتم الاجتماع الأول يوم 17 يناير 1952، حيث شكلت فاطمة طالب وخالدة زاهر وفاطمة أحمد إبراهيم اللجنة التنفيذية. وكانت فاطمة طالب أول رئيسة للاتحاد. وفي عام 1956، انتُخبت فاطمة أحمد إبراهيم رئيسة له. ثم خالدة زاهر عام 1958. ولعب الاتحاد دور مهم في ظهور التنظيمات النسوية في السودان وتأسست له فروع بعدة أحياء ومدن أخرى فيما بعد كما لعب دور مهم جداً في استقلال السودان وشارك في اللجنة التي وضعت أول دستور للسودان، وقد وجد تأييد من معظم القوى السياسية وأولها الحزب الشيوعي كما دعمته بعض الصحف والفنانين.

## اللجنة التمهيدية للاتحاد
ضمت كل من عزيزة مكي، فاطمة أحمد إبراهيم، ثريا أمبابي، خالدة زاهر، نفيسة أحمد إبراهيم، حاجة كاشف، نفيسة المليك، فاطمة طالب وأخريات

## نشاطات
عمل على التوعية بقضايا التعليم ومحو الأمية و قضايا الأمومة والطفولة، حق المرأة في العمل، المطالبة بمساواة النساء مع الرجال في الأجور، المطالبة بتوفير القابلات المدربات في الأرياف، المطالبة بتوفير المراكز الصحية في العاصمة، قدم مذكرات للمجالس المحلية تطالب بحقوق الطفل وصحة البيئة، ومحاربة العادات والتقاليد الضارة مثل ختان الإناث وزاج الطفلات،
وبث الاتحاد حلقات للتوعية عبر الإذاعة السودانية وقام بالعديد من الندوات والأنشطة الثقافية إستهدف فيها فئات مختلفة من النساء منهن طالبات جامعيات وربات بيوت ونساء عاملات وغيرهن.

## تحديات
انشقاق مجموعة النهضة النسوية بقيادة نعمات الزين بعد 4 شهور فقط من التأسيس
سيطرة الحركة الإسلامية -والتي كانت ومازالت معادية للمرأة - على الأوضاع والساحة العامة بما فيها وسائل الإعلام لسنوات طويلة وغياب الديمقراطية بتقلد حكومة الإنقاذ للحكم في السودان لأكثر من 30 عام

## جوائز
مُنح الاتحاد جائزة الأمم المتحدة في مجال حقوق الإنسان في عام 1993، مع ثماني مجموعات وأفراد آخرين.